# دایشیرو یوشیمورا
دایشیرو یوشیمورا (به انگلیسی: Daishiro Yoshimura) بازیکن فوتبال اهل ژاپن و عضو تیم ملی فوتبال ژاپن است که در تاریخ ۰۲ اوت ۱۹۷۰ میلادی اولین بازی ملی‌اش را انجام داد. او در ۴۶ بازی ملی حضور داشت و آخرین بازی ملی خود را در تاریخ ۲۲ اوت ۱۹۷۶ میلادی انجام داد. دایشیرو یوشیمورا در بازی‌های ملی‌اش
۷ گل به ثمر رساند.